# Protocardiophorus
Protocardiophorus là một chi bọ cánh cứng trong họ 
Elateridae.
Chi này được miêu tả khoa học năm 1976 bởi Dolin.

## Các loài
Các loài trong chi này gồm:
- Protocardiophorus ancestralis Dolin, 1976
- Protocardiophorus jurassicus Dolin in Dolin, Panfilov, Ponomarenko & Pritykina, 1980